# VTT-323
M1973 Seung-ri VTT-323 je sjevernokorejska licencna kopija kineskog oklopnog transportera Type 63. Vozilo ima nadimak VET te je standardni oklopni transporter sjevernokorejske vojske.

## Karakteristike
VTT-323 je nastao nakon što je Sjeverna Koreja shvatila da joj trebaju oklopni transporteri. Zbog toga se zemlja obratila savezniku Kini na temelju čije licence je proizvodila kopiju kineskog Type 63 (tvornička oznaka YW531). Tako je razvijen VT-323 koji je 1973. godine ušao u operativnu službu. Kao i kineski original, i ova inačica ima amfibijska svojstva.
Vozilo pokreće 8-cilindrični zrakom hlađeni Dieselov motor a ovjes mu čine torzijske poluge. Na kupoli tenka mogu biti postavljene strojnice kalibra 14,5 i 7,62 mm ili dvije spojene 14,5 mm strojnice. Također, postoje inačice koje koriste protutenkovski projektil Susong-Po (domaća kopija Maljutke) te Igla ili Strela-2 protuzračne sustave. Kao oklop postavljene su 14 mm varene čelične ploče
Četveročlanu posadu VTT-323 čine vozač, zapovjednik, topnik i punitelj, a vozilo može prevoziti deset vojnika u punoj ratnoj opremi.

## Inačice
- klasični oklopni transporter.
- inačica opremljena s 82 mm minobacačem. Vozila su proizvedena za potrebe mehaniziranih brigada te na bojnom polju mogu činiti samohodne baterije.
- inačica opremljena sa 107 mm višecijevnim lanserom raketa postavljenim na stražnjoj strani vozila.

## Korisnici
- Sjeverna Koreja: standardni oklopni transporter u sjevernokorejskoj vojsci.

## Vanjske poveznice
- VTT-323 (M1973 Sinhung) Armored Personnel Carrier (1973)